# Quincampoix-Fleuzy
Quincampoix-Fleuzy és un municipi francès, situat al departament de l'Oise i a la regió dels Alts de França. L'any 2007 tenia 419 habitants.

## Demografia

### Població
El 2007 la població de fet de Quincampoix-Fleuzy era de 419 persones. Hi havia 170 famílies de les quals 43 eren unipersonals (13 homes vivint sols i 30 dones vivint soles), 63 parelles sense fills, 51 parelles amb fills i 13 famílies monoparentals amb fills.
La població ha evolucionat segons el següent gràfic:
Habitants censats

### Habitatges
El 2007 hi havia 193 habitatges, 172 eren l'habitatge principal de la família, 10 eren segones residències i 11 estaven desocupats. 187 eren cases i 3 eren apartaments. Dels 172 habitatges principals, 143 estaven ocupats pels seus propietaris, 27 estaven llogats i ocupats pels llogaters i 1 estava cedit a títol gratuït; 4 tenien dues cambres, 31 en tenien tres, 54 en tenien quatre i 83 en tenien cinc o més. 144 habitatges disposaven pel capbaix d'una plaça de pàrquing. A 81 habitatges hi havia un automòbil i a 65 n'hi havia dos o més.

### Piràmide de població
La piràmide de població per edats i sexe el 2009 era:
| Homes | Edats   | Dones |
| ----- | ------- | ----- |
| 0     | 95 o +  | 4     |
| 4     | 90 a 94 | 8     |
| 4     | 85 a 89 | 4     |
| 0     | 80 a 84 | 4     |
| 4     | 75 a 79 | 4     |
| 20    | 70 a 74 | 4     |
| 4     | 65 a 69 | 20    |
| 24    | 60 a 64 | 12    |
| 4     | 55 a 59 | 12    |
| 24    | 50 a 54 | 24    |
| 16    | 45 a 49 | 20    |
| 12    | 40 a 44 | 12    |
| 4     | 35 a 39 | 0     |
| 16    | 30 a 34 | 16    |
| 8     | 25 a 29 | 24    |
| 8     | 20 a 24 | 8     |
| 16    | 15 a 19 | 12    |
| 16    | 10 a 14 | 0     |
| 24    | 5 a 9   | 16    |
| 8     | 0 a 4   | 16    |

## Economia
El 2007 la població en edat de treballar era de 250 persones, 156 eren actives i 94 eren inactives. De les 156 persones actives 135 estaven ocupades (73 homes i 62 dones) i 21 estaven aturades (7 homes i 14 dones). De les 94 persones inactives 44 estaven jubilades, 20 estaven estudiant i 30 estaven classificades com a «altres inactius».

### Ingressos
El 2009 a Quincampoix-Fleuzy hi havia 162 unitats fiscals que integraven 405,5 persones, la mediana anual d'ingressos fiscals per persona era de 17.688 €.

### Activitats econòmiques
Dels 14 establiments que hi havia el 2007, 1 era d'una empresa alimentària, 1 d'una empresa de fabricació d'altres productes industrials, 5 d'empreses de construcció, 2 d'empreses de comerç i reparació d'automòbils, 2 d'empreses de transport, 2 d'empreses d'hostatgeria i restauració i 1 d'una empresa classificada com a «altres activitats de serveis».
Dels 6 establiments de servei als particulars que hi havia el 2009, 4 eren lampisteries, 1 electricista i 1 restaurant.
L'any 2000 a Quincampoix-Fleuzy hi havia 5 explotacions agrícoles.

## Poblacions més properes
El següent diagrama mostra les poblacions més properes.